# 趙汝适
趙 汝适（ちょう じょかつ、乾道6年3月24日（1170年4月12日）- 紹定4年7月12日（1231年8月11日））は、中国南宋の官僚・著述家。

## 生涯
北宋の太宗の八世の孫にあたる。玄祖父は英宗の実弟の趙宗治。高祖父は趙仲忽。曾祖父は趙士説。祖父は趙不柔。父は趙善待。
孝宗治世下の乾道6年（1170年）に台州天台県に生まれた。慶元2年（1196年）に進士に合格し、慶元6年（1200年）に湘潭県令に任じられる。嘉定9年（1216年）に臨安府通判、嘉定16年（1223年）に南剣州知州、嘉定17年（1224年）に福建路提挙市舶司を経て、宝慶元年（1225年）に泉州市舶司として着任。
趙汝适は泉州市舶司に在任中、アラビア商人などから地理・風土・物産に関する海外情報を収集して、上下2巻の地誌『諸蕃志』を著した。